# Gimnastyka na Letnich Igrzyskach Olimpijskich 1912 – wielobój drużynowy w systemie wolnym mężczyzn
Wielobój drużynowy mężczyzn w systemie wolnym był jedną z czterech konkurencji gimnastycznych rozgrywanych podczas V Letnich Igrzysk Olimpijskich w Sztokholmie w 1912 roku. Zawody odbyły się 10 lipca na Stadionie Olimpijskim. Złoty medal zdobyła drużyna norweska pod kierownictwem Johannesa Dahla.
Oficjalną nazwą tej konkurencji było: Konkurencja drużynowa III - z dowolnością w układzie i wyborze sprzętu.  Każda z reprezentacji mogła wystawić jeden skład gimnastyków. Drużyny złożone z 16-40 gimnastyków musiały wykonać swoje ćwiczenia w ciągu jednej godziny, włączając w to wmarsz na arenę i wymarsz. Ćwiczenia były wykonywane na dowolnie wybranym sprzęcie z wieloboju standardowego (system europejski) i wieloboju w systemie szwedzkim. Każdy z pięciu sędziów oceniał wykonanie ćwiczeń, kompozycje programu, postawę zawodników i skupienie składu podczas ćwiczeń przyznając punkty w skali od 0 do 25 punktów.
Konkurencja ta była debiutującą na igrzyskach olimpijskich. Później została rozegrana jedynie w Antwerpii podczas igrzysk w 1920 roku. Zwycięzcy pozostałych dwóch wielobojów – ekipa włoska w wieloboju standardowym i ekipa szwedzka w wieloboju w systemie szwedzkim – nie wystartowały w tej konkurencji.

## Lista startowa
| Numer | Reprezentacja   | Czas          | Skład                                                                                    | Skład                                                                                | Skład                                                                                          | Strój |
| ----- | --------------- | ------------- | ---------------------------------------------------------------------------------------- | ------------------------------------------------------------------------------------ | ---------------------------------------------------------------------------------------------- | --- |
| 1.    | Ces. Niemieckie | 9:30 - 10:30  | W. Brülle J. Buder W. Engelmann A. Glockauer W. Jesinghaus K. Jordan                     | R. Körner H. Pahner K. Reichenbach J. Reuschle K. Richter H. Roth                    | A. Seebaß E. Sorge A. Sperling A. Staats H. Werner M. Worm                                     | Biała koszulka z długimi rękawami, z szerokim poprzecznym pasem na piersi i plecach; białe spodnie, czarny pas, żółte buty. |
| 2.    | Norwegia        | 10:30 - 11:30 | I. Abrahamsen H. Beyer H. Bjørnson A. Engelsen B. Johnsen S. Jørgensen K. Knudsen A. Lie | R. Lie T. Lund P. Martinsen P. Mathisen J. Opdahl N. Opdahl B. Pettersen F. Sælen    | Ø. Schirmer G. Selenius S. Sivertsen R. Sjursen E. Strøm G. Thorstensen T. Thorstensen N. Voss | Biała koszulka z krótkimi rękawami, białe spodnie, biały pas, białe buty.                                                   |
| 3.    | Dania           | 11:30 - 12:30 | A. Andersen H. Andersen H. Birch W. Grimmelmann A. Hansen Ch. Hansen M. Hansen           | Ch. Jensen H. Johansen P. Jørgensen C. Krebs V. Madsen L. Nielsen R. Nordstrøm       | S. Olsen O. Olsson C. Pedersen O. Pedersen N. Petersen Ch. Svendsen                            | Biała koszulka z krótkimi rękawami, białe spodnie, biały pas, białe buty.                                                   |
| 4.    | Finlandia       | 14:00 - 15:00 | K. Ekholm E. Forsström E. Hyvärinen M. Hyvärinen T. Ilmoniemi I. Keinänen J. Kivenheimo  | K. Lund A. Pelkonen I. Pernaja A. Rydman E. Saastamoinen A. Salovaara H. Sammallahti | H. Sirola K. Suomela L. Tanner V. Tiiri K. Vähämäki K. Vasama                                  | Biała koszulka z krótkimi rękawami, białe spodnie, czarny pas, białe buty.                                                  |
| 5.    | Luksemburg      | 15:00 - 16:00 | N. Adam Ch. Behm A. Bordang F. Wirtz F. Wagner M. Palgen J-P. Frantzen                   | F. Hentges P. Hentges J-B. Horn N. Kanivé A. Wehrer M. Hemmerling                    | N. Kummer M. Langsam E. Lanners J-P. Thommes J. Zuang É. Knepper                               | Biała koszulka z rękawami do łokci, czarne getry z białą poszewką.                                                          |

## Wyniki
Sędziowie:
- J. F. Allum
- Abr. Clod-Hansen
- A. E. Syson
- Wagner Hohenlobbese
- Ivar Wilskman

 Tabela wyników 
| Place | Nation          | Clod-Hansen | Allum | Wilskman | Syson | Wagner | Razem  | Średnia |
| ----- | --------------- | ----------- | ----- | -------- | ----- | ------ | ------ | ------- |
| 1     | Norwegia        | 20          | 24    | 22       | 23.25 | 25     | 114.25 | 22.85   |
| 2     | Finlandia       | 20          | 20    | 23       | 22.25 | 24     | 109.25 | 21.85   |
| 3     | Dania           | 23          | 19    | 21.5     | 20.75 | 22     | 106.25 | 21.25   |
| 4     | Ces. Niemieckie | 18          | 12    | 14       | 16.25 | 24     | 84.25  | 16.85   |
| 5     | Luksemburg      | 19          | 15.5  | 18       | 17    | 12     | 81.50  | 16.30   |